# Olof Palme
Sven Olof Joachim Palme (Estocolmo, 30 de enero de 1927-Estocolmo, 28 de febrero de 1986) fue un político sueco. Ejerció como primer ministro de Suecia durante 10 años en dos etapas: desde 1969 hasta 1976, y de nuevo desde 1982 hasta su asesinato. Fue además líder del Partido Socialdemócrata Sueco (SAP) desde 1969 hasta 1986, y vicepresidente de la Internacional Socialista desde 1973.
Proveniente de una familia acomodada, mostró interés por la política desde joven y en 1949 se afilió al SAP. Tras licenciarse en Derecho por la Universidad de Estocolmo, con un título de grado por el Kenyon College de Ohio (Estados Unidos), empezó a trabajar en la secretaría del primer ministro Tage Erlander y experimentó un progresivo ascenso dentro del partido. En 1957 fue elegido parlamentario de la Segunda Cámara por la circunscripción de Jönköping; en 1965 asumió como ministro de Transportes, y en 1967 fue nombrado ministro de Educación. Finalmente, Palme fue recomendado por Erlander para sucederle como primer ministro cuando este dimitió en octubre de 1969.
Palme fue especialmente reconocido por su papel en la política exterior, marcada por tres directrices: la defensa del pacifismo, el cumplimiento de los derechos humanos y el compromiso con los estados del Tercer Mundo. Bajo su mandato se adoptó una política neutral con duras críticas por igual a los Estados Unidos y a la Unión Soviética, algo inédito en un país occidental durante la Guerra Fría, por las que promovería un proceso de desarme que contrastaba con la carrera armamentista de las dos grandes potencias mundiales. El dirigente hizo aproximaciones al movimiento de países no alineados, se convirtió en el primer líder europeo en hacer una visita oficial a Cuba tras su revolución, apoyó al Congreso Nacional Africano en su lucha contra el apartheid, y defendió la transición democrática de España. En su última legislatura en Suecia mantuvo esa personalidad propia al convertirse en uno de los mayores receptores de refugiados políticos, práctica que se ha mantenido a lo largo del tiempo, y mediar en la guerra Irán-Irak a petición de la ONU. Por todas estas razones, Palme está considerado uno de los políticos suecos más influyentes del siglo XX junto a Raoul Wallenberg y Dag Hammarskjöld.
A nivel nacional, sus tres primeras legislaturas se caracterizaron por el refuerzo del estado de bienestar sueco, la reforma del parlamento hacia un sistema unicameral, y la limitación de la autoridad política que aún ostentaba la monarquía sueca. En los comicios de 1976, un gobierno de coalición centrista de Thorbjörn Fälldin apartó al SAP del gobierno tras cuatro décadas de hegemonía, pese a lo cual Palme se mantuvo como líder de la oposición. El bloque de izquierda volvería a ganar las elecciones en 1982 y 1985 gracias a un programa de estímulo para sacar a Suecia de la crisis económica que entonces atravesaba, y que él vendió como una «tercera vía de la socialdemocracia».
El 28 de febrero de 1986, en pleno ejercicio de su cargo de primer ministro, Palme fue asesinado por un desconocido mientras paseaba en compañía de su esposa. Este atentado fue el primer magnicidio que se cometía en el país escandinavo desde el crimen contra el rey Gustavo III en 1792. Las causas del crimen aún no han sido esclarecidas.

## Biografía

### Orígenes y formación
Palme nació en el barrio de Östermalm, en Estocolmo. A pesar de provenir de una familia acomodada de ascendencia neerlandesa y alemana, su orientación política llegó a estar influida por las ideas socialdemócratas. Sus viajes por el Tercer Mundo, así como por los Estados Unidos (donde fue testigo de una profunda desigualdad económica y la segregación racial) contribuyeron a definir sus puntos de vista. 
Con una beca, estudió en el Kenyon College de Ohio entre 1947 y 1948, obteniendo el título de bachiller en artes en menos de un año. Después de viajar a través de los Estados Unidos, regresó a Suecia para estudiar Derecho en la Universidad de Estocolmo. Durante su tiempo en la universidad, se involucró en la política estudiantil, en colaboración con la Unión Nacional de Estudiantes de Suecia. En 1951 se convirtió en miembro de la asociación de estudiantes socialdemócratas de Estocolmo. Al año siguiente, fue elegido presidente de la Unión Nacional de Estudiantes de Suecia.

### Carrera política

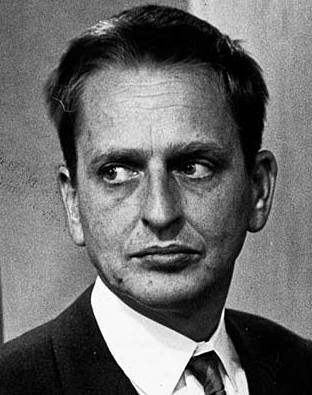
Olof Palme en septiembre de 1968

En 1953, Palme fue reclutado por el primer ministro socialdemócrata Tage Erlander para que trabajara en su gobierno. En 1957 fue elegido como diputado en el Riksdag. 
Palme ocupó varios puestos en los gobiernos suecos desde 1963. En 1967 fue nombrado Ministro de Educación. Cuando el líder del partido Tage Erlander renunció al poder en 1969, Palme fue elegido como nuevo líder del Partido Socialdemócrata y primer ministro de Suecia.
Palme se convirtió, junto a Raoul Wallenberg y Dag Hammarskjöld, en el político sueco más conocido del siglo XX en el ámbito internacional, debido a sus 125 meses de permanencia en el cargo de primer ministro, así como por su oposición a la política exterior estadounidense (nada común en la Europa capitalista de la Guerra Fría) y su asesinato.

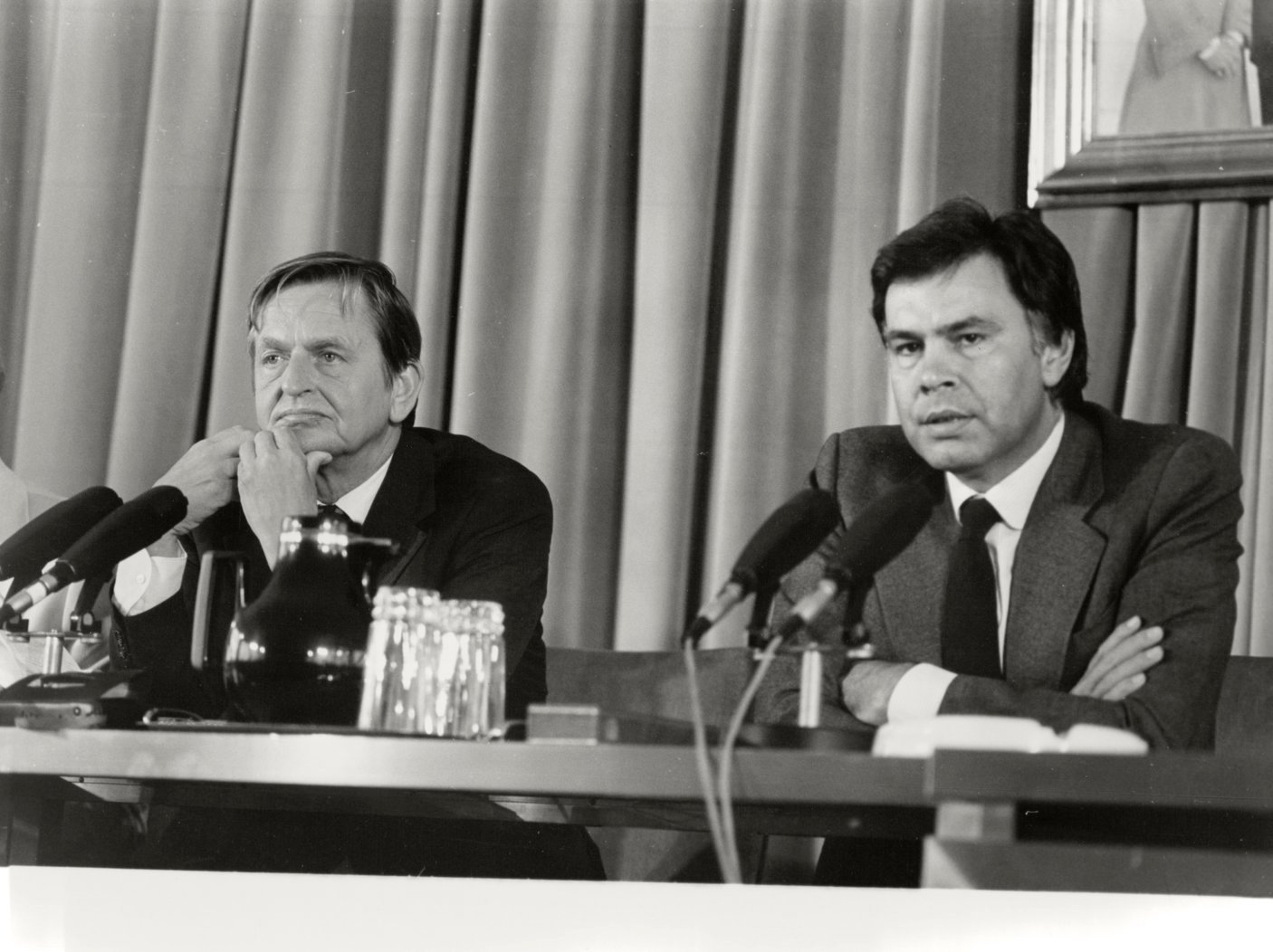
Fotografiado junto a Felipe González en La Moncloa (septiembre de 1984)

Defendió con firmeza sus principios en diversos foros, criticando a los Estados Unidos con respecto a la guerra de Vietnam, a la Unión Soviética con respecto a la ocupación de Checoslovaquia, las armas nucleares, la política del apartheid en Sudáfrica y denunciando las últimas ejecuciones políticas del franquismo de septiembre de 1975 (por este motivo, la dictadura emprendió una campaña de prensa contra Palme en España, acusándolo de recaudar dinero para grupos terroristas).
A nivel internacional se comprometió profundamente con la problemática de los países del Tercer Mundo, así como en cuestiones sobre la democracia y el desarme. Condenó, a menudo en términos drásticos, los desmanes de dictadura tanto de derecha como de izquierda. Durante la guerra de Vietnam criticó duramente la actuación de Estados Unidos. Realizó una serie de misiones internacionales, siendo mediador de la ONU durante cierto período en la guerra entre Irán e Irak.

## Asesinato

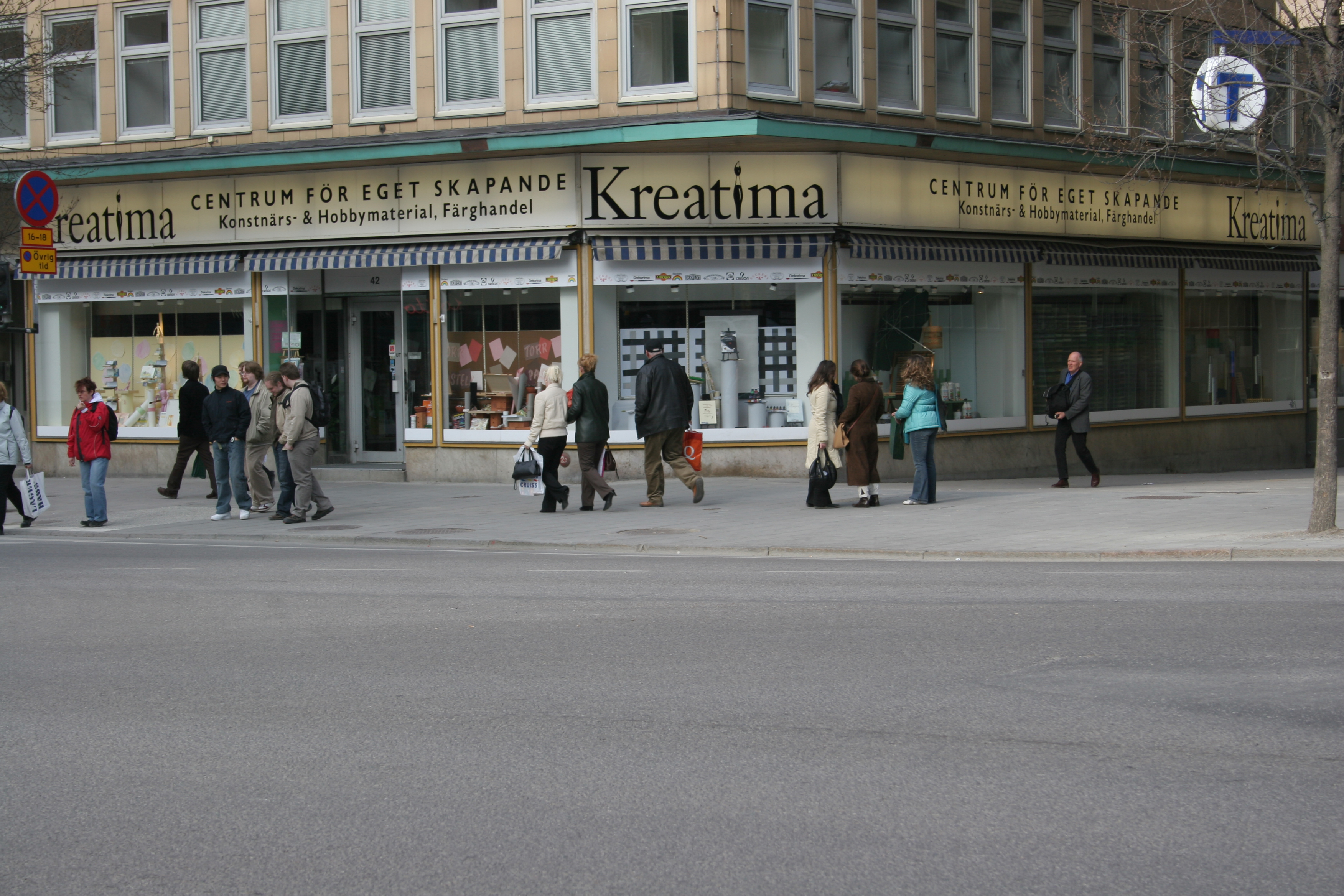
Lugar del asesinato de Olof Palme, en el cruce de las calles Sveavägen y Tunnelgatan, en Estocolmo. El sitio exacto es en el que están paradas las tres chicas, justo en el cruce. El asesino huyó por Tunnelgatan, a la derecha de la imagen.

Palme fue asesinado el viernes 28 de febrero de 1986 en Estocolmo, a las 23:21 CET (22:21 UTC), mientras volvía caminando del cine a su casa con su mujer Lisbeth. En ese momento, la pareja no llevaba guardaespaldas. Un hombre se acercó a ellos y disparó a quemarropa sobre la espalda de Palme, que murió a los pocos minutos.
Desde aquel momento y hasta la actualidad, debido a que el crimen nunca ha sido resuelto, se han apuntado múltiples teorías, muchas rastreando un móvil político tras el magnicidio. Si la primera detención apuntaba a grupos ultraderechistas suecos, posteriormente se han barajado entre otras, la autoría de una rama del Partido de los Trabajadores del Kurdistán (PKK), o la de los servicios secretos sudafricanos del apartheid. Otras teorías no se han podido verificar.
Sin embargo, una única persona ha sido condenada por el asesinato de Palme. Dos años después del acontecimiento, Christer Pettersson, un drogadicto y delincuente de poca monta fue detenido, juzgado y condenado por el asesinato, principalmente gracias al testimonio de Lisbet Palme, que lo reconoció como el autor de los disparos. Sin embargo, la condena fue anulada posteriormente por el Tribunal Supremo sueco por falta de pruebas. 
El asesinato habría prescrito el lunes 28 de febrero de 2011, al pasar 25 años desde su comisión. Sin embargo, en 2010 el Parlamento sueco cambió las condiciones de prescripción de los delitos muy graves, evitándolo. En una conferencia de prensa el 10 de junio de 2020, el fiscal jefe Krister Petersson identificó al fallecido Stig Engström como el probable asesino de Olof Palme, a la vez que se informó el archivo de la investigación.